# ببر خیزان، اژدهای پنهان
ببر خیزان، اژدهای پنهان (به چینی ساده: 卧虎藏龙، به چینی سنتی: 臥虎藏龍، به پین یین: Wòhǔ Cánglóng) نام یک فیلم رزمی سبک ووشیا به کارگردانی انگ لی محصول مشترک کشورهای چین، هنگ کنگ، تایوان و آمریکا در سال ۲۰۰۰ است. در این فیلم بازیگران بین‌المللی از قوم هان همچون چو یون فات، میشل یئو، جانگ زئی و چانگ چن ایفای نقش می‌کنند. این فیلم با الهام از رمانی چینی به همین نام ساخته شده است که بین سال‌های ۱۹۴۱ و ۱۹۴۲ توسط وانگ دولو، چهارمین قسمت از مجموعه آثار وی تحت عنوان کرین-آیرن، به صورت سریالی منتشر شد. دنباله‌ای بر این فیلم با عنوان ببر خیزان، اژدهای پنهان: شمشیر سرنوشت به کارگردانی یوئن وو-پینگ در فوریه ۲۰۱۶ اکران شد.
این فیلم در نگاه اول یک اثر ورزش‌های رزمی به سیاق سنتی سینمای هنگ کنگ است؛ اما لحن شاعرانه و آرامی که لی برای همین روایت به کار گرفته و نوع ساختار صحنه‌های رزمی، فیلم را تبدیل به یک الگوی تازه برای این نوع سینما می‌کند. ببر خیزان، اژدهای پنهان تاکنون بیش از ۴۰ جایزه سینمایی را به‌دست آورده است. این فیلم برنده جایزه اسکار بهترین فیلم غیرانگلیسی زبان (تایوان) و نیز سه جایزه اسکار و شش نامزدی جایزه اسکار دیگر شامل بهترین فیلم شده است. این فیلم همچنین برنده سه جایزه بفتا (و ده نامزدی بفتا) و دو جایزه گلدن گلوب، شامل گوی طلایی بهترین فیلم غیرانگلیسی زبان شده است.

## داستان
در چین دوران دودمان چینگ، «لی مو بای» شمشیرزن برجستهٔ فرقه وودانگ است و دوستش «یو شو لیئن» که یک زن جنگجوست، مدیریت یک شرکت خصوصی محافظتی را بر عهده دارد. لیئن و مو بای سال‌هاست به یکدیگر علاقه دارند، اما چون شو لیئن قبلاً نامزد دوست صمیمی مو بای، «مِنگ سیژائو» بوده که اکنون درگذشته، این دو به احترام یاد او هرگز احساسات‌شان را بیان نکرده‌اند. مو بای که قصد دارد از دنیای جیانگه (جهان رزمی‌کاران) کناره‌گیری کند، از شو لیئن می‌خواهد شمشیر افسانه‌ای ۴۰۰ ساله‌اش به نام «سرنوشت سبز» را به نیکوکارشان «سِر ته» در پکن تحویل دهد. سال‌ها پیش، استاد مو بای توسط «روباه یشمی» کشته شد؛ زنی که در تلاش برای آموختن اسرار وودانگ بود.
در خانهٔ سر ته، شو لیئن با «یو جیاولُنگ» یا «جن» آشنا می‌شود؛ دختر فرماندار ثروتمند و بانفوذ «یو» که قرار است به‌زودی ازدواج کند. شبی یک دزد نقاب‌دار وارد ملک سر ته می‌شود و شمشیر سرنوشت سبز را می‌دزدد. شو لیئن و خدمتکار سر ته، «استاد بو»، رد دزد را تا اقامتگاه فرماندار یو پی می‌گیرند، جایی که روباه یشمی سال‌ها در نقش پرستار جن پنهان شده بوده است. اندکی بعد، مو بای به پکن می‌رسد و دربارهٔ سرقت با شو لیئن گفتگو می‌کند. استاد بو با بازرس «تسای» و دخترش «می» که برای تعقیب روباه یشمی به پکن آمده‌اند آشنا می‌شود. روباه آن شب، آن‌ها را به مبارزه می‌طلبد. در نبردی طولانی، گروه در آستانه شکست است که مو بای از راه می‌رسد و بر روباه چیره می‌شود. روباه اعتراف می‌کند استاد مو بای را به این دلیل کشته که او حاضر بود با او همبستر شود، اما از آموزش دادن به زنان سر باز می‌زد و او مرگش به دست یک زن را انتقام شاعرانه‌ای می‌دانست. پیش از آن‌که مو بای او را بکشد، همان دزد نقاب‌دار بازمی‌گردد و روباه را نجات می‌دهد؛ روباه هم بازرس تسای را می‌کشد و با دزد فرار می‌کند. هویت دزد آشکار می‌شود: جن. روباه درمی‌یابد که جن مخفیانه کتاب فنون وودانگ را خوانده و از او پیشی گرفته، چراکه روباه بی‌سواد بود و تنها نقشه‌ها را تقلید می‌کرد.
شب‌هنگام، راهزنی به نام «لو» وارد اتاق جن می‌شود و از او می‌خواهد با او فرار کند. در گذشته، زمانی که خانوادهٔ فرماندار یو در بیابان‌های غربی سین‌کیانگ سفر می‌کردند، لو و دارودسته‌اش به کاروان جن حمله کردند و شانهٔ او را دزدیدند. جن به تعقیب او رفت و به غار او در صحرا رسید. در ادامه، آن دو عاشق یکدیگر شدند. لو، پیش از آن‌که جن را به بازگشت به خانواده‌اش متقاعد کند، برایش افسانه‌ای تعریف کرد: مردی از فراز کوه پرید تا آرزویش برآورده شود، چون دلش پاک بود، سالم ماند و پرواز کرد و هرگز دیده نشد. لو اکنون به پکن آمده تا جن را از ازدواج منصرف کند، اما جن نمی‌پذیرد. بعدها لو مراسم عروسی جن را به هم می‌زند و از او می‌خواهد با او برود. شو لیئن و مو بای او را قانع می‌کنند که در کوهستان وودانگ منتظر جن بماند، جایی که از دست خانوادهٔ خشمگین جن در امان است. جن در شب عروسی پیش از رابطه با همسرش فرار می‌کند. در پوشش لباس مردانه، در مسافرخانه‌ای با جنگجویانی درگیر می‌شود و با کمک شمشیر سرنوشت سبز و مهارت خود، همه را شکست می‌دهد.
جن به دیدار شو لیئن می‌رود؛ شو لیئن می‌گوید که لو در کوهستان وودانگ منتظر اوست. پس از مشاجره‌ای تند، دو زن با هم مبارزه می‌کنند. اگرچه شو لیئن مبارزی باتجربه‌تر است، جن با شمشیر سرنوشت سبز همهٔ سلاح‌های او را نابود می‌کند تا اینکه شو لیئن با شمشیری شکسته، او را شکست می‌دهد. وقتی شو لیئن به جن رحم می‌کند، جن بازویش را زخمی می‌کند. مو بای از راه می‌رسد و جن را در جنگل خیزران تعقیب می‌کند. او به جن پیشنهاد می‌دهد شاگردش شود. جن قبول می‌کند به شرطی که مو بای بتواند در سه حرکت شمشیر را از او بگیرد. مو بای در یک حرکت شمشیر را می‌گیرد، اما جن به وعده‌اش وفا نمی‌کند و مو بای شمشیر را به داخل آبشار پرتاب می‌کند. جن به‌دنبال شمشیر می‌پرد و توسط روباه نجات می‌یابد. روباه جن را با دارویی بی‌هوش می‌کند و در غاری پنهان می‌سازد. مو بای و شو لیئن او را می‌یابند، اما روباه ناگهان با سوزن‌های زهرآگین به آن‌ها حمله می‌کند. مو بای روباه را مرگبار زخمی می‌کند، ولی درمی‌یابد که یکی از سوزن‌ها به گردنش خورده است. روباه پیش از مرگ اعتراف می‌کند که قصد داشته جن را بکشد چون جن اسرار فنون وودانگ را از او پنهان کرده بود.
جن پشیمان، برای تهیه پادزهر می‌رود. مو بای در واپسین لحظات عمر، سرانجام عشقش را به شو لیئن اعتراف می‌کند و در آغوش او جان می‌سپارد. جن بازمی‌گردد. شو لیئن او را می‌بخشد و به او می‌گوید که نزد لو برود و همیشه به دل خود وفادار بماند. شمشیر سرنوشت سبز به سر ته بازگردانده می‌شود. جن به کوه وودانگ می‌رود و شب را با لو می‌گذراند. صبح روز بعد، لو او را بر فراز پلی مشرف به پرتگاه می‌بیند. در بازتاب افسانه‌ای که در صحرا شنیده بودند، جن از او می‌خواهد آرزو کند. لو آرزو می‌کند که دوباره در کنار هم باشند، در دل بیابان. جن از پل می‌پرد و در مه ناپدید می‌شود.